# 5656 (année hébraïque)
5656 (hébreu : ה'תרנ"ו , abbr. : תרנ"ו) est une année hébraïque qui a commencé à la veille au soir du 19 septembre 1895 et s'est finie le 7 septembre 1896. Cette année a compté 355 jours. Ce fut une année simple dans le cycle métonique, avec un seul mois de Adar. Ce fut une année de chemitta.

## Calendrier
Ce calendrier hébraïque de l'année 5656 donne les correspondances avec les dates du calendrier grégorien.
Le premier nombre dans chaque case correspond au jour du mois hébraïque. Les jours en couleurs sont des jours remarquables juifs .
| ◄◄ | 5656 | ►► |

## Naissances
- Beba Idelson
- Anna Freud

## Décès
- Yitzchak Elchanan Spektor

5651 - 5652 - 5653 - 5654 - 5655 - 5656 - 5657 - 5658 - 5659 - 5660 - 5661